# Vasilica Dinu
Vasilica Dinu (n. 27 aprilie 1960, Lipovu de Sus, Dolj) este o cântăreață română de muzică populară.
Era în toamna anului 1976. În atelierul mecanic al Școlii generale cu filială de liceu din comuna Lipovu, județul Dolj maistrul Pașcovski Vasile – de altfel un anonim rapsod popular frecvent solicitat să înveselească alaiul nunților – obișnuia pentru a stimula pregătirea profesională pentru mânuire  pilei sau  bomfaerului să antreneze elevii în diverse momente muzicale. Era un prilej pentru solist de a culege folclorul local, de a depista talente pentru formațiile școlii.Ilinca Vasilica, elevă în anul I, se rotea mai des la cântare decât la pilire față de celelalte colege care o ascultau cu invidie. Îi plăcea să cânte… ar fi vrut numai ea… iar maistrul  (priceput maestru) descoperise un talent înăscut pe care îl șlefuia mereu mai abitir decât piesele supuse prelucrării.În cadrul căminului cultural profesorul Sever Dascălu instruia de ani de zile un mic ansamblu artistic alcătuit dintr-o formație de 42 de dansatori din trei generații și un taraf de lăutari dintre care se distingeau câțiva soliști instrumentiști. De mulți ani ansamblul ducea lipsa unui solist vocal.Întâlnirea dintre maistru și profesor, discuția pe seama repertoriului ansamblului și recomandarea de cooptare a elevei  Ilinca  la repetițiile ansamblului au reprezentat rampa de lansare spre tărâmul atât de bătătorit al muzicii populare românești. Repetițiile cu taraful căminului cultural au început să cearnă melodiile pentru constituirea unui mic repertoriu. Profesorul avea o culegere de câteva sute de cântece populare mai vechi și mai noi din care se putea alege. Alături de colegii de școală, spectatorii veniți la programele căminului cultural o aplaudau și o stimulau pe Vasilica  să persevereze.Prilejul de a-și manifesta talentul pe alte scene și în fața unui juriu  nu s-a lăsat așteptat. În ziua de 14 februarie 1976 la Cerăt, comună vecină, s-a desfășurat un concurs al formațiilor artistice. Alături de celelalte formații Căminul cultural din Lipovu a prezentat la secția soliști vocali pe tânăra Vasilica. Avea numai 16 ani.Vasilica Ilinca s-a născut în ziua de 27.04 1960 în satul Lipovu de Sus, comuna Lipovu, județul Dolj  fiică a lui Venus și Ana Ilinca. Școala primară a absolvit-o în satul natal în anul 1971 unde s-a remarcat anual ca  premiantă a clasei învățătorului Paul Anuța.Școala gimnazială și treapta I de liceu le-a urmat în satul Lipovu, reședință de comună. Împlinirea vârstei de 14 ani, schimbarea locației școlii au fost urmate de schimbarea numelui. Mătușa sa după tată, Gheorghița, căsătorită cu Sofronie Dinu, născut în Drănic, a înfiat-o. A fost o schimbare oficială de nume și domiciliu, dar dragostea ambelor mame se revărsa din plin odată cu educația paternă.Renumita șlefuitoare de talente, profesoară la Școala de Artă din Craiova, Paula Dogăroiu era în căutare de interpreți doljeni pentru concursul  „Maria Tănase“. Spectacolele formațiilor artistice și concursurile intercomunale erau potențiale manifestări descoperitoare de talente. Așa a cunoscut-o pe Vasilica Dinu într-un spectacol susținut la Gângiova în luna martie 1976. Concursurile de selecție organizate de Centru de Creație Artistică Dolj pe centre de comună erau supervizate de spiritul analitic și discernământul  profesional al Paulei Dogăroiu.În ziua de 11 aprilie 1976 taraful Căminului cultural din comuna Lipovu însoțea pe Vasilica Dinu la testul final pentru a accede printre concurenți organizat la Mârșani. Stau înghesuiți într-un I.M.S., alături de șofer și director, patru muzicanți care țineau instrumentele pe picioare, un contrabas și solista Vasilica Dinu, ca o trestie. Deplasarea incomodă ne-a adus satisfacția clasării Vasilicăi în rândul interpreților dintre care se  decidea concurentul.Două luni mai târziu, însoțind formația artistică de dansuri a Căminului cultural din Goicea, Vasilica Dinu a câștigat diploma specială a juriului la Festivalul artistic de la Tulcea.Era un pas mare pe drumul consacrării, o atestare a talentului, un impuls pentru modelarea vocei și trăsăturilor artistice care s-au relevat și la concursul din Brăila.A urmat un an de repetiții în cadrul Căminului cultural Lipovu, de participare la spectacole, de îndrumare periodică de către Paula Dogăroiu în cadrul Școlii de artă din Craiova.După ce câștigase fazele intercomunale și interjudețene în ziua de 28 mai 1977 Vasilica Dinu a participat la faza națională a Festivalului Național „Cântarea României“.Absolvind treapta I de liceu, în toamna anului 1977 Vasilica Dinu s-a orientat către Grupul Școlar „Electroputere“ din CraiovaRemarcarea stilului interpretativ și al telentului fetiței de 17 ani s-a evidențiat în cadrul programului prezentat de județul Dolj în  studioul Televiziunii române sub genericul „Antena vă aparține“ din ziua de 20 noiembrie 1977.  Moderatorul acestei emisiuni, poetul Adrian Păunescu, vorbind despre Vasilica Dinu ca reprezentantă a comunei Lipovu a elogiat-o ca „un talent ce va fi încununat de glorie“. În ziarul județean „Înainte“  redactorul Puica Mondoc remarcând evoluția Vasilicăi menționa „Reprezentantă a tinerei generații, Vasilica Dinu, elevă la Grupul școlar  „Electroputere“, o mare speranță a interpreților tezaurului folcloric, ne-a cucerit prin glasul său excepțional, cu modulații specifice, ce îi permit o originală frazare“Televiziunea română a început să o înregistreze astfel că în noaptea de An Nou 1978, în zilele de 19 și 23 ianuarie Vasilica Dinu a apărut în program alături de Gheorghe Roșoga, Constantin Matei, Ionela Prodan și Ștefania Etegan, olteni afirmați în muzica populară.Alături de formația de muzică populară a clubului „Electroputere“ Vasilica  Dinu a participat la numeroase spectacole care i-au dat prilejul să-și îmbogățească repertoriu, să-și cizeleze vocea dând melodiilor sale o interpretare originală.În ziua de 3 iunie 1978 după trei zile de concurs au fost anunțați laureații Concursului și festivalului interpreților cântecului popular românesc „Maria Tănase“. Reprezentanta județului Dolj era Vasilica Dinu. „Privighetoarea cu glas de aur“ așa cum o adulau cronicile cotidiene a interpretat o doină haiducească, interesantă ca stil de interpretare și cântecul Măriei noastre „Marie și Mărioară“. Juriul concursului a acordat Vasilicăi Dinu premiul I și titlul de laureat al concursului.„În ultimele patru decenii, nici unul dintre interpreții de excepție ai muzicii populare, soliști vocali și instrumentiști, nu a cucerit laurii consacrării depline și, mai apoi, ai apogeului, decât după ce a absolvit inconfundabila Academie de Artă Tradițională Maria Tănase Craiova” afirma în „Lamura” din aprilie 2007 George Obrocea regizor și consilier al Direcției pentru Cultură Dolj.În ziua de 23 noiembrie 1978 proaspăta laureată integrată în Ansamblul artistic „Mugurelul” al Uzinelor Electroputere Craiova susținea un recital de muzică populară în comuna natală.Cinci ani mai târziu Vasilica Dinu care cunoscuse succesele consacrării interpretative pe multe din scenele țării revenea în satul natal pentru a susține un recital excepțional, acompaniată de același ansamblu, în fața fiilor satului reuniți cu ocazia centenarului învățământului în Lipovu.An de an Vasilica Dinu a cunoscut o ascendență interpretativă care i-au permis să susțină recitaluri în toate regiunile țării și în multe țări ale lumii. A fost colaboratoare la radio și televiziune, a pus în circulație melodiile sale pe suport de casetă, CD și DVD.În anul 1988 a scos pe piață discul cu 11 cântece intitulat ”Sunt olteancă de la Jii”.În interviurile sale Vasilica Dinu nu a uitat să amintească satul din care a plecat, pe directorul Căminului cultural din Lipovu profesorul Sever Dascălu și nici bărânii rapsozi lipoveni care i-au oferit melodiile. În același spectacol, de la Gângiova, a mai fost selecționat si naistul Constantin Istici, reprezentantul comunei Coțofenii din Fața,jud Dolj si el devenind mai tarziu , laureatul festivalului Maria Tănase.La amandoi, doamna Paula Dogaroiu, le-a propus, sa vină pentru a da examen de admitere la Scoala de Muzica din Craiova.In Vara anului respectiv,ansamblul de folclor al Casei de Culrură a Tineretului din Craiova, care avea sediul pe atunci, in cladirea din spatele Institutului de proiectari al jud. Dolj,sau mai bine zis intre acesta si Muzeul de Istorie,era în turneu pe litoral,iar după aproape două săptamani,acesta si-a continuat,turneul cu participarea la festivalul de folclor pentru ansambluri de la Tulcea.La sosire, ansamblul era asteptat de doamna Paula Dogaroiu, Vasilica Dinu si cred că Ilie Dârvăreanu.Dirijorul Ansamblului era Nelu Feraru si coregraf Stelică Cebucescu.În acel spectacol stiu ca Vasilica a cântat cu orchrstra acestui ansamblu.Din Orchestră mai faceau parte la vremea respectiva:Gigea Marin(mare violonist) Marcel Parniaca(de asemenea violonist,devenit mai tarziu dirijorul ansamblului Doina Gorjului),Gheorghe Bătranu(un virtuoz al fluierului)iar la nai Constantin Istici. Mai era un baiat tinerel, teribil de bun la vioară,Marian Suvergel,de loc din Dragăsani,mai tarziu  a devenit dirijorul ansamblului "Banatul" din Timisoara.Contrabasistul, a ajuns să cante la ansamblul Ciocarlia din Bucuresti, sub bagheta maestrului Constantin Arvinte, si alți câțiva instrumentiști,deveniți mai tarziu, membrii ai ansamblului"Maria Tănase",sub bagheta maestrului Nicu Crețu. 
In vara anului 1979,ansamblul este selectat să plece două saptămâni in Germania Federală, era primul schimb cultural cu această țară, dupa razboi. Formula orchestrală în care s-a făcut acel turneu a fost:Nelu Feraru,dirijor si violonist, Marin Gigea,de data aceasta la chitară rece,facea armonie,Gheorghe Bătranu,fluier,Constantin Istici,nai,Stefan Popescu,contrabas,si un acordeonist foarte bun ,sosit decurand în orchestră,șase perechi de dansatori si solista, Vasilica Dinu.Din păcate, maestrul coregraf,Stelică Cebucescu, nu a primit viza de plecare,deoarece dintre dansatoare facea parte si soția dânsului.In acea perioadă,magazionerul Casei de Cultura a Tineretului,era nimeni altul, decat primarul de mai tarziu al Craiovei, Antonie Solomon,tânar sfios si foarte respectos cu cei din ansamblu, și in general,cu cei din jurul lui.E mare diferența, intre acel tinerel si Solomon de acum.Nu la multi ani, dupa acest turneu,Vasilica se casătorește,urmand o alta etapă din viata ei artistică.